# Заборонений плід (телесеріал)
«Заборонений плід» (тур. Yasak Elma) — турецький телесеріал 2018—2023 років у жанрі драми та комедії, створений компанією Medyapım. У головних ролях — Шевваль Сам, Еда Едже, Талат Булут, Несрін Джавадзаде, Бариш Килич, Берк Октай, Севда Ергінджі, Онур Туна.
В Україні прем'єра серіалу відбулася 18 березня 2024 року на телеканалі «Бігуді».

## Сюжет

### Сезон 1
Ендер, жінка з вищого суспільства та дружина успішного бізнесмена Халіта Арґуна, наймає Їлдиз Їлмаз особистою офіціанткою свого чоловіка. Останню просять спокусити Халіта, щоб Ендер могла отримати фінанси після їхнього розлучення, але Їлдиз зраджує Ендер та викриває її план. Халіт розлучається з Ендер, дізнавшись правду. Вона залишається без грошей і починає боротьбу за збереження колишнього становища в суспільстві. Тим часом Їлдиз і Халіт одружуються.
Сестра Їлдіз, Зейнеп, закохується в свого боса Аліхана Ташдеміра.

### Сезон 2
Ворожнеча та інтриги Ендер та Їлдиз тривають. Перший чоловік Їлдиз, Кемаль, тепер забезпечений, повертається з планом помститися Їлдиз за те, що вона розлучилася з ним у день весілля, оскільки її прийняли для акторської ролі, а Кемаль був бідним, тому вона покинула його заради слави та грошей. Пізніше Кемаль і Їлдиз закохуються один в одного, і Кемаль просить Їлдиз вибрати між ним і Халітом. Їлдиз важко залишити своє життя через Халіта. Кемаль одружився з Зехрою Аргун, падчеркою Їлдиз та дочкою Гейлі, своєї першої дружини, що розчарувало Їлдиз. Пізніше вона успішно відправляє його геть.
Приходить перше кохання Ендер, Кая та його сестра Шахіка. Халіт вражений Шахікою і закохується в неї. Йилдіз на той момент вагітна. Халіт виганяє її з дому, і вона починає жити в селі.
Син Ендер та Кая, Їгіт, про якого Ендер і Кая не знають, оскільки Кая ніколи не знав про вагітність Ендер, а Ендер віддала його на усиновлення, коли він народився, починає працювати на Шахіку. Він б'є Ендер по голові статуєткою і та падає в море.
Зейнеп і Аліхан одружуються і їдуть до Америки.

### Сезон 3
Ендер і Їлдиз стають друзями проти Шахіки. Їлдиз називає свого сина Халітджаном і розлучається з Халітом. Їлдиз закохується в Керіма, але вони не разом. Їлдиз експериментує з новими варіантами кар'єри, веде програму погоди на телебаченні та починає проект з виробництва яблучного пюре. Виявляється, Шахіка працює на Надіра, який є ворогом Халіта, і він також стає партнером у компанії. Пізніше Шахіка вбиває його, отруївши. Ендер одружується з Каєю, у них також є 23-річний син.

### Сезон 4
Кая розлучився з Ендер.  Халіт знову одружується на Ендер. Халіт гине через те, що Ендер і Шахіка захищають Їлдиз від нього. Їлдиз стає дружиною Чагатая, чий батько Хасан Алі стає партнером компанії. Хасан Алі виганяє Ендер і Шахіку з компанії, і вони бідніють. У цей час вони допомагають один одному. Пізніше вони знову приєднуються до компанії, Шахіка стає дружиною Хасана Алі, а пізніше її вбиває Джансу, шпигунка, найнята Ендер. Сезон закінчується вибухом бомби в будинку Хасан Алі, де він присутній разом з Ендер і Їлдиз. Через що, Хасан Алі гине.

### Сезон 5
Чагатай зраджує Їлдиз з Кумру, моделлю та їхньою сусідкою. Їлдіз засмучена, дізнавшись про це. Вона починає виготовляти власний шампунь і отримує за це нагороду. На церемонії вона публічно ганьбить Чагатая і Кумру. Вона розлучається з Чагатаєм і одружується з Доганом, батьком Кумру. Це паперовий шлюб, щоб провчити Кумру та Чагатая. Кумру залишає Чагатая в день весілля, коли вона дізнається, що він з нею, щоб помститися Догану. Хандан, колишня дружина Догана повертається, їй вдається здобути прихильність своєї дочки Кумру і стати партнером компанії. Пізніше Чагатай об'єднується з Екіном, чоловіком Кумру і сином ворога Догана, проти Догана. Сезон закінчується автомобільною аварією, запланованою Доганом, щоб убити Чагатая, в якій Чагатай гине.

### Сезон 6
Сезон починається з 2-річного проміжку часу. Після загибелі Чагатая; Йилдиз, Ендер і Хандан очолюють компанію. Дізнавшись про причетність Догана до автокатастрофи, поскаржилась на нього, і його відправили у в'язницю.  У Догана та Їлдиз народилася донька Їлдизсу, коли Доган все ще перебуває у в'язниці. Пізніше його звільняють, і вони з Ендер об’єднуються проти Йилдиз.
Зейнеп повертається зі Сполучених Штатів після розлучення з Аліханом і одруження з іншим. Потім вона одружується з Енгіном, бідним братом Хандан, який став багатим. Кумру, Хандан і Зейнеп закохуються в лікаря Селіма, але він кохає Кумру, тому припиняє стосунки з Хандан, її мамою. Після всього, через що пройшла Кумру, Кумру прикидається, що її звуть Езгі, і бреше про те, що вона бідна, бо хотіла, щоб Селім любив її  не за те, що вона багата. Доган дізнається про стосунки своєї колишньої дружини Хандан із Селімом, тому вони з Хандан намагаються зупинити кохання Кумру та Селіма. Кумру вагітніє, але, неправильно розуміючи стосунки Селіма з Зейнеп, ревнує і відкидає його кохання, а також бреше всім, що Джанер є батьком їхньої дитини. Селім бореться за повернення Кумру, але зазнає невдачі;  він гине в конфлікті з Доганом.  Кумру і Джанер одружуються.  Доган і Йилдиз вирішують проблеми і одружуються.
Наприкінці Доган гине під час гри з Йилдизсу та Асуман, Емір одружується, а у Кумру народжується ще одна дитина. 
Нарешті Ендер і Йилдиз живуть щасливо і багато.

## Акторський склад
| Актор                   | Роль                  | Епізоди        |
| ----------------------- | --------------------- | -------------- |
| Шевваль Сам             | Ендер Челебі          | 1-177          |
| Еда Едже                | Йилдиз Їлмаз          | 1-177          |
| Біран Дамла Їлмаз       | Кумру Їлдирим         | 111-177        |
| Мурат Айген             | Доган Їлдирим         | 111-177        |
| Севда Ергінджі          | Зейнеп Їлмаз          | 1-46, 150-177  |
| Шебнем Дьонмез          | Хандан Кіліч          | 134-177        |
| Берк Октай              | Чагатай Куюджу        | 86-146         |
| Бариш Килич             | Кая Екінчі            | 37-85, 106-110 |
| Несрін Джавадзаде       | Шахіка Екінчі         | 44-108         |
| Талат Булут             | Халіт Аргун           | 1-85           |
| Онур Туна               | Аліхан Тасдемір       | 1-46           |
| Вільдан Ватансевер      | Айсель                | 1-177          |
| Бариш Айтак             | Джанер Челебі         | 2-177          |
| Серкан Руткай Айікоз    | Емір Юксель           | 3-177          |
| Меліса Догу             | Асуман                | 8-177          |
| Бахтіяр Мемілі          | Седай Йилдирим        | 86-177         |
| Сонат Токуч             | Джемаль               | 134-177        |
| Утку Атеш               | Ата                   | 166-177        |
| Нехір Ердоган           | Джулія Моран          | 161-175        |
| Сарп Ікілер             | Аслан                 | 163-172        |
| Емре Кизилирмак         | Селім Авджиоглу       | 155-171        |
| Еліф Їлмаз              | Тугче                 | 161-171        |
| Неріман Угур            | Севім                 | 162-167        |
| Мурат Онук              | Корай                 | 162-166        |
| Бекір Аксой             | Енгін Кіліч           | 147-166        |
| Пелін Орхунер           | Селен                 | 162-163        |
| Едже Оздікічі           | Хіляль                | 147-155        |
| Кенан Ачар              | Алтай                 | 147-153        |
| Алі Ясін Озегемен       | Таркан                | 147-152        |
| Кан Джейлан             | Мурат                 | 141-148        |
| Сена Йилдиз             | Гамзе                 | 131-146        |
| Джейхун Менгіроглу      | Екін Ондер            | 130-146        |
| Сойдан Сойдаш           | Фідо                  | 141-144        |
| Ердал Білінген          | Четін                 | 111-141        |
| Кансел Ельсін           | Дженк Акун            | 138-140        |
| Едже Іртем              | Меріч                 | 129-135        |
| Емре Дінлер             | Омер Куртоглу         | 102-133        |
| Ніхан Айполат           | Арзу Кіп              | 115-128        |
| Едже Діздар             | Фейза Устюндаґ        | 110-128        |
| Гекхан Чиван            | Самі Ондер            | 125-128        |
| Ясмін Ербіль            | Джанан                | 111-120        |
| Хайаті Акбаш            | Хайаті                | 93-110         |
| Гюленай Калкан Унлюоглу | Феріде Ташкін         | 86-110         |
| Ердал Озягджилар        | Хасан Алі Куюджу      | 86-110         |
| Гамзе Атай              | Гюлер                 | 86-110         |
| Шафак Пекдемір          | Зехра Аргун           | 1-110          |
| Нілпері Шахінкая        | Джансу Їлдирим        | 93-108         |
| Селін Узал              | Діана                 | 105-107        |
| Мерт Алтинішик          | Махмут Хазнедар       | 86-102         |
| Кан Нергіс              | Мерт Кара             | 74-100         |
| Мехмет Памукджу         | Ситки                 | 1-92           |
| Ахмет Хактан Завлак     | Ерім Аргун 2          | 75-86          |
| Буче Бусе Кахраман      | Ліла Аргун 2          | 48-86          |
| Гекхан Алкан            | Керім Інчесу          | 72-85          |
| Догач Йилдиз            | Їгіт Екінчі           | 42-85          |
| Ільбер Уйгар Кабоглу    | Ерім Аргун 1          | 1-74           |
| Мерткан Арат            | Акін                  | 49-74          |
| Хакан Карахан           | Надір Кіліч           | 57-71          |
| Тувана Тюркай           | Айше / Лейла Челебі   | 49-70          |
| Нілгюн Тюрксевер        | Зеррін Ташдемір       | 1-46, 64-67    |
| Кавіт Четін Гюлер       | Хільмі                | 54-56          |
| Еге Кекенлі             | Ягмур                 | 45-47          |
| Айшегюль Чінар          | Ліла Аргун 1          | 1-47           |
| Ахмет Каякесен          | Хакан Куртулуш 2      | 13-46          |
| Ердем Кайнарджа         | Дундар Челіккан       | 27-40          |
| Толга Сала              | Курбан                | 27-40          |
| Сарп Джан Кероглу       | Атакан Кемаль Караджа | 15-37          |
| Зейнеп Бастік           | Ірем                  | 23-33          |
| Ебру Шахін              | Хіра Бозок            | 14-23          |
| Гюн Акінчі              | Джем                  | 10-21          |
| Єліз Шар                | Дефне                 | 14-19          |
| Киванч Касабали         | Сінан Сайгін          | 1-14           |
| Ірем Ках'яоглу          | Шенгюль Доган         | 1-14           |
| Туґче Кочак             | Лал Узун              | 1-13           |
| Сінан Ероглу            | Хакан Куртулуш 1      | 1-12           |
| Ісмаїл Демірджі         | Назим                 | 177            |

| Персонаж        | Актор            | Сезони            | Сезони            | Сезони            | Сезони            | Сезони            | Сезони            |
| Персонаж        | Актор            | 1                 | 2                 | 3                 | 4                 | 5                 | 6                 |
| --------------- | ---------------- | ----------------- | ----------------- | ----------------- | ----------------- | ----------------- | ----------------- |
| Ендер Челебі    | Шевваль Сам      | Основний персонаж | Основний персонаж | Основний персонаж | Основний персонаж | Основний персонаж | Основний персонаж |
| Йилдиз Їлмаз    | Еда Едже         | Основний персонаж | Основний персонаж | Основний персонаж | Основний персонаж | Основний персонаж | Основний персонаж |
| Зейнеп Їлмаз    | Севда Ергінчі    | Основний персонаж | Основний персонаж | Не з'являється    | Не з'являється    | Не з'являється    | Основний персонаж |
| Кая Екінчі      | Баріс Кіліч      | Не з'являється    | Основний персонаж | Основний персонаж | Основний персонаж | Не з'являється    | Не з'являється    |
| Шахіка Екінчі   | Несрін Кавадзаде | Не з'являється    | Основний персонаж | Основний персонаж | Основний персонаж | Не з'являється    | Не з'являється    |
| Халіт Аргун     | Талат Булут      | Основний персонаж | Основний персонаж | Основний персонаж | Основний персонаж | Не з'являється    | Не з'являється    |
| Аліхан Ташдемір | Онур Туна        | Основний персонаж | Основний персонаж | Не з'являється    | Не з'являється    | Не з'являється    | Не з'являється    |
| Зехра Аргун     | Шафак Пекдемір   | Основний персонаж | Основний персонаж | Основний персонаж | Основний персонаж | Не з'являється    | Не з'являється    |

## Українське багатоголосе закадрове озвучення
Українською мовою серіал озвучено студією «1+1» у 2024 році.

## Сезони
| Сезон | Початок сезону  | Фінал сезону    | Кількість серій у сезоні | Епізоди | Канал ТВ |
| ----- | --------------- | --------------- | ------------------------ | ------- | -------- |
| 1     | 19 березня 2018 | 4 червня 2018   | 12                       | 1-12    | FOX      |
| 2     | 10 вересня 2018 | 27 травня 2019  | 35                       | 13-47   | FOX      |
| 3     | 9 вересня 2019  | 23 березня 2020 | 27                       | 48-74   | FOX      |
| 4     | 7 вересня 2020  | 10 травня 2021  | 36                       | 75-110  | FOX      |
| 5     | 13 вересня 2021 | 13 червня 2022  | 36                       | 111-146 | FOX      |
| 6     | 19 вересня 2022 | 5 червня 2023   | 31                       | 147-177 | FOX      |

## Трансляція в Україні
- З 18 березня по 4 листопада 2024 року на телеканалі Бігуді, у будні о 20:00 по три серії.
- Перший сезон  (з 1 по 35 серію) виходив на «Бігуді» починаючи з 18 березня по 2 квітня 2024 у будні, о 20:00
- Другий сезон (з 36 по 139 серію) виходив на «Бігуді» починаючи з 2 квітня по 21 травня 2024 у будні о 20:00
- Третій сезон (з 140 по 223 серію) виходив на «Бігуді»  починаючи з 21 травня по 28 червня 2024 у будні о 20:00
- Четвертий сезон (з 224 по 321 серію) виходив на «Бігуді» починаючи з 28 червня по 13 серпня 2024 у будні о 20:00
- П'ятий сезон  (з 322 по 415 серію) виходив на «Бігуді» починаючи з 14 серпня по 26 вересня 2024 у будні о 20:00
- Шостий сезон (з 416 по 499 серію) виходив на «Бігуді» починаючи з 26 вересня по 4 листопада  2024 у будні о 20:00
- З 15 червня 2025 року на телеканалі Бігуді, у вихідні о 16:20 по чотири серії

## Рейтинги серій
| Рейтинги 1-го сезону (2018) | Рейтинги 1-го сезону (2018) | Рейтинги 1-го сезону (2018) | Рейтинги 1-го сезону (2018) | Рейтинги 2-го сезону (2018—2019) | Рейтинги 2-го сезону (2018—2019) | Рейтинги 3-го сезону (2019—2020) | Рейтинги 3-го сезону (2019—2020) | Рейтинги 4-го сезону (2020—2021) | Рейтинги 4-го сезону (2020—2021) | Рейтинги 4-го сезону (2020—2021) | Рейтинги 4-го сезону (2020—2021) | Рейтинги 5-го сезону (2021—2022) | Рейтинги 5-го сезону (2021—2022) | Рейтинги 5-го сезону (2021—2022) | Рейтинги 5-го сезону (2021—2022) |
| Серія                       | Рейтинг (TOTAL)             | Рейтинг (AB)                | Рейтинг (ABC1)              | Серія                            | Рейтинг (TOTAL)                  | Серія                            | Рейтинг (TOTAL)                  | Серія                            | Рейтинг (TOTAL)                  | Рейтинг (AB)                     | Рейтинг (ABC1)                   | Серія                            | Рейтинг (TOTAL)                  | Рейтинг (AB)                     | Рейтинг (ABC1)                   |
| --------------------------- | --------------------------- | --------------------------- | --------------------------- | -------------------------------- | -------------------------------- | -------------------------------- | -------------------------------- | -------------------------------- | -------------------------------- | -------------------------------- | -------------------------------- | -------------------------------- | -------------------------------- | -------------------------------- | -------------------------------- |
| 1                           | 3,92                        | 4,26                        | 4,58                        | 13                               | 5,54                             | 48                               | 4,69                             | 75                               | 5,17                             |                                  |                                  | 111                              | 4,04                             | 3,64                             | 4,7                              |
| 2                           | 5,32                        | 4,56                        | 5,33                        | 14                               | 4,62                             | 49                               | 5,08                             | 76                               | 5,16                             | 4,13                             | 5,61                             | 112                              | 4,09                             | 3,63                             | 4,81                             |
| 3                           | 6,22                        | 5,84                        | 6,42                        | 15                               | 4,65                             | 50                               | 5,8                              | 77                               | 5,29                             | 5,77                             |                                  | 113                              | 5,03                             | 4,52                             | 5,45                             |
| 4                           | 6,77                        | 5,20                        | 6,25                        | 16                               | 4,62                             | 51                               | 5,57                             | 78                               | 5,34                             |                                  |                                  | 114                              | 5,98                             | 5,54                             | 6,78                             |
| 5                           | 6,04                        | 5,60                        | 5,86                        | 17                               | 4,78                             | 52                               | 6,63                             | 79                               | 4,79                             |                                  |                                  | 115                              | 6,85                             | 5,69                             | 7,12                             |
| 6                           | 5,52                        | 5,21                        | 5,58                        | 18                               | 5,31                             | 53                               | 6,8                              | 80                               | 5,19                             |                                  |                                  | 116                              | 7,13                             | 7,1                              | 7,87                             |
| 7                           | 5,21                        | 4,07                        | 4,50                        | 19                               | 5,68                             | 54                               | 6,53                             | 81                               | 5,45                             |                                  |                                  | 117                              | 7,96                             | 7,23                             | 8,85                             |
| 8                           | 6,19                        | 5,78                        | 6,00                        | 20                               | 5,65                             | 55                               | 6,79                             | 82                               | 5,99                             |                                  |                                  | 118                              | 8,44                             | 7,4                              | 8,67                             |
| 9                           | 6,00                        | 6,06                        | 5,89                        | 21                               | 6,49                             | 56                               | 6,78                             | 83                               | 6,05                             | 5,77                             |                                  | 119                              | 6,6                              | 6,41                             | 7                                |
| 10                          | 5,80                        | 6,70                        | 6,12                        | 22                               | 6,31                             | 57                               | 7,48                             | 84                               | 7,39                             | 6,76                             |                                  | 120                              | 6,75                             | 5,69                             | 7,2                              |
| 11                          | 6,86                        | 7,09                        | 6,71                        | 23                               | 5,95                             | 58                               | 7,4                              | 85                               | 8,14                             | 6,4                              |                                  | 121                              | 6,79                             | 6,95                             | 7,89                             |
| 12                          | 6,53                        | 6,50                        | 6,67                        | 24                               | 6,78                             | 59                               | 7,59                             | 86                               | 8,57                             | 7,23                             |                                  | 122                              | 6,65                             | 6,4                              | 7,59                             |
|                             |                             |                             |                             | 25                               | 6,35                             | 60                               | 6,49                             | 87                               | 8,53                             | 7,33                             |                                  | 123                              | 7,3                              | 6,98                             | 8,31                             |
|                             |                             |                             |                             | 26                               | 7,19                             | 61                               | 6,39                             | 88                               | 7,99                             | 7,03                             |                                  | 124                              | 7,33                             | 7,07                             | 8,13                             |
|                             |                             |                             |                             | 27                               | 7,55                             | 62                               | 5,84                             | 89                               | 7,19                             | 6,5                              | 7,55                             | 125                              | 6,77                             | 6                                | 7,07                             |
|                             |                             |                             |                             | 28                               | 7,19                             | 63                               | 5,61                             | 90                               | 7,37                             | 6,58                             | 8,07                             | 126                              | 6,71                             | 5,99                             | 7,31                             |
|                             |                             |                             |                             | 29                               | 6,15                             | 64                               | 5,16                             | 91                               | 7,5                              | 6,75                             | 7,55                             | 127                              | 7,11                             | 5,45                             | 7,24                             |
|                             |                             |                             |                             | 30                               | 6,65                             | 65                               | 5,28                             | 92                               | 8,88                             | 7,45                             | 8,96                             | 128                              | 8                                | 7,02                             | 8,55                             |
|                             |                             |                             |                             | 31                               | 6,28                             | 66                               | 5,27                             | 93                               | 7,21                             | 6,36                             | 7,33                             | 129                              | 8,53                             | 7,09                             | 8,61                             |
|                             |                             |                             |                             | 32                               | 6,85                             | 67                               | 6,37                             | 94                               | 6,81                             | 5,37                             | 7,36                             | 130                              | 7,06                             | 7,01                             | 7,66                             |
|                             |                             |                             |                             | 33                               | 6,21                             | 68                               | 7,92                             | 95                               | 6,77                             | 6,05                             | 6,96                             | 131                              | 7,24                             | 7,09                             | 7,82                             |
|                             |                             |                             |                             | 34                               | 6,55                             | 69                               | 6,69                             | 96                               | 7,03                             | 6,5                              | 6,5                              | 132                              | 7,65                             | 6,82                             | 8,55                             |
|                             |                             |                             |                             | 35                               | 5,94                             | 70                               | 7,45                             | 97                               | 7,06                             | 6,45                             | 6,45                             | 133                              | 7,86                             | 8,21                             | 8,46                             |
|                             |                             |                             |                             | 36                               | 5,83                             | 71                               | 7,47                             | 98                               | 7,98                             | 7,64                             | 8,8                              | 134                              | 7,83                             | 7,29                             | 8,37                             |
|                             |                             |                             |                             | 37                               | 6,95                             | 72                               | 8,07                             | 99                               | 8,04                             | 7,18                             | 8,53                             | 135                              | 7,61                             | 6,95                             | 7,94                             |
|                             |                             |                             |                             | 38                               | 5,83                             | 73                               | 8,63                             | 100                              | 7,11                             | 6,17                             | 7,52                             | 136                              | 7,08                             | 5,59                             | 6,84                             |
|                             |                             |                             |                             | 39                               | 5,83                             | 74                               | 9,79                             | 101                              | 6,41                             | 6,27                             | 7,16                             | 137                              | 6,21                             | 5,27                             | 6,3                              |
|                             |                             |                             |                             | 40                               | 5,9                              |                                  |                                  | 102                              | 7,03                             | 6,86                             | 7,78                             | 138                              | 6,39                             | 5,5                              | 6,49                             |
|                             |                             |                             |                             | 41                               | 5,22                             |                                  |                                  | 103                              | 7,07                             | 5                                | 4                                | 139                              | 6,26                             | 5,3                              | 6,35                             |
|                             |                             |                             |                             | 42                               | 5,11                             |                                  |                                  | 104                              | 7,42                             | 6,46                             | 7,84                             | 140                              | 5,7                              | 4,67                             | 5,8                              |
|                             |                             |                             |                             | 43                               | 4,85                             |                                  |                                  | 105                              | 6,76                             | 5,42                             | 6,82                             | 141                              | 6,25                             | 4,9                              | 5,35                             |
|                             |                             |                             |                             | 44                               | 5,26                             |                                  |                                  | 106                              | 5,54                             | 5,03                             | 5,79                             | 142                              | 6,28                             | 5,52                             | 6,31                             |
|                             |                             |                             |                             | 45                               | 4,98                             |                                  |                                  | 107                              | 6,86                             | 6,36                             | 7,42                             | 143                              | 6,41                             | 5,07                             | 5,92                             |
|                             |                             |                             |                             | 46                               | 4,25                             |                                  |                                  | 108                              | 5,67                             | 5,27                             | 6,24                             | 144                              | 5,02                             | 5,09                             | 5,5                              |
|                             |                             |                             |                             | 47                               | 4,02                             |                                  |                                  | 109                              | 5,71                             | 4,92                             | 5,74                             | 145                              | 5,84                             | 4,35                             | 5,35                             |
|                             |                             |                             |                             |                                  |                                  |                                  |                                  | 110                              | 5,8                              | 5,64                             | 6,09                             | 146                              | 5,91                             | 5,23                             | 5,83                             |

| Рейтинги 6-го сезону (2022—2023) | Рейтинги 6-го сезону (2022—2023) | Рейтинги 6-го сезону (2022—2023) | Рейтинги 6-го сезону (2022—2023) |
| Серія                            | Рейтинг (TOTAL)                  | Рейтинг (AB)                     | Рейтинг (ABC1)                   |
| -------------------------------- | -------------------------------- | -------------------------------- | -------------------------------- |
| 147                              | 4,73                             | 4,36                             | 5,05                             |
| 148                              | 4,80                             | 4,11                             | 4,89                             |
| 149                              | 4,87                             | 3,77                             | 4,71                             |
| 150                              | 5,13                             | 4,31                             | 4,62                             |
| 151                              | 5,65                             | 4,23                             | 4,87                             |
| 152                              | 5,89                             | 4,66                             | 5,91                             |
| 153                              | 5,85                             | 4,69                             | 5,75                             |
| 154                              | 5,66                             | 5,27                             | 5,72                             |
| 155                              | 6,78                             | 6,11                             | 6,35                             |
| 156                              | 6,53                             | 4,68                             | 5,89                             |
| 157                              | 6,91                             | 5,57                             | 6,50                             |
| 158                              | 6,56                             | 4,98                             | 5,92                             |
| 159                              | 6,68                             | 5,21                             | 6,53                             |
| 160                              | 7,03                             | 6,13                             | 7,36                             |
| 161                              | 6,76                             | 5,77                             | 6,16                             |
| 162                              | 6,40                             | 5,16                             | 6,99                             |
| 163                              | 6,16                             | 4,89                             | 5,78                             |
| 164                              | 6,46                             | 4,80                             | 5,64                             |
| 165                              | 4,92                             | 3,93                             | 4,86                             |
| 166                              | 3,79                             | 2,88                             | 4,04                             |
| 167                              | 4,43                             | 3,36                             | 4,29                             |
| 168                              | 4,66                             | 3,59                             | 4,61                             |
| 169                              | 4,99                             | 4,23                             | 5,22                             |
| 170                              | 4,30                             | 3,79                             | 4,79                             |
| 171                              | 4,36                             | 3,66                             | 4,84                             |
| 172                              | 3,98                             | 3,19                             | 4,36                             |
| 173                              | 4,89                             | 4,10                             | 5,44                             |
| 174                              | 4,91                             | 3,74                             | 4,80                             |
| 175                              | 4,59                             | 3,73                             | 4,65                             |
| 176                              | 4,23                             | 3,56                             | 4,32                             |
| 177 (фінал серіалу)              | 4,49                             | 3,92                             | 4,66                             |

## Нагороди
| Рік      | Премія                                  | Категорія                            | Номінант              | Результат |
| -------- | --------------------------------------- | ------------------------------------ | --------------------- | --------- |
| 2019 рік | 3. Почесна нагороди за кар'єру          | Улюблений серіал року                | Заборонене яблуко     | Перемога  |
| 2019 рік | 3. Почесна нагороди за кар'єру          | Прорив року (акторка)                | Севда Ергінчі         | Перемога  |
| 2019 рік | 3. Почесна нагороди за кар'єру          | Найбільш шанована телеакторка року   | Еда Едже              | Перемога  |
| 2019 рік | 3. Почесна нагороди за кар'єру          | Відзнака «Кар'єра».                  | Шевваль Сам           | Перемога  |
| 2020 рік | 46. Премія «Золотий метелик»            | Найкращий серіал                     | Заборонене яблуко     | Номінація |
| 2020 рік | 46. Премія «Золотий метелик»            | Найкраща акторка                     | Еда Едже              | Номінація |
| 2020 рік | 46. Премія «Золотий метелик»            | Найкраща акторка                     | Шевваль Сам           | Номінація |
| 2020 рік | 46. Премія «Золотий метелик»            | Найкраща акторка                     | Несрін Кавадзаде      | Номінація |
| 2020 рік | 46. Премія «Золотий метелик»            | Найкраща акторка                     | Севда Ергінчі         | Номінація |
| 2020 рік | 46. Премія «Золотий метелик»            | Найкращий актор                      | Талат Булут           | Номінація |
| 2020 рік | 46. Премія «Золотий метелик»            | Найкращий актор                      | Баріс Кіліч           | Номінація |
| 2020 рік | 46. Премія «Золотий метелик»            | Кращий режисер                       | Несліхан Єсілюрт      | Номінація |
| 2020 рік | 6. Молодіжна премія Туреччини           | Найкращий телесеріал                 | Заборонене яблуко     | Номінація |
| 2020 рік | 6. Молодіжна премія Туреччини           | Найкраща акторка                     | Шевваль Сам           | Номінація |
| 2020 рік | 6. Молодіжна премія Туреччини           | Найкраща акторка                     | Еда Едже              | Номінація |
| 2020 рік | 6. Молодіжна премія Туреччини           | Найкращий актор                      | Талат Булут           | Номінація |
| 2021 рік | 47. Премія «Золотий метелик»            | Найкращий серіал                     | Заборонене яблуко     | Номінація |
| 2021 рік | 47. Премія «Золотий метелик»            | Найкращий дитячий актор / акторка    | Кузей Гезер           | Номінація |
| 2021 рік | 9. TV Yıldızları Ayaklı Gazete Ödülleri | Найкращий телесеріал                 | Заборонене яблуко     | Номінація |
| 2022 рік | 7. Молодіжна премія Туреччини           | Кращий актор другого плану в серіалі | Серкан Руткай Айикьоз | Номінація |
| 2022 рік | 7. Молодіжна премія Туреччини           | Кращий актор другого плану в серіалі | Бариш Айтач           | Номінація |
| 2022 рік | 48. Премія «Золотий метелик»            | Найкращий дитячий актор / акторка    | Кузей Гезер           | Номінація |